# VizieR
VizieR（ヴィズィアー）は、 ストラスブール天文データセンター (仏: Centre de données astronomiques de Strasbourg, CDS) が提供する天体カタログの閲覧サービス。2022年1月時点で20000件以上のカタログが収蔵されている。

## 沿革
このサービスの前身は、1993年に欧州宇宙機関 (ESA) が設立したESISカタログブラウザ (European Space Information System Catalogue Browser) である。当初から宇宙科学界への貢献を目的としていたESISプロジェクトは、データの形式も種類も全く異なる各種天体カタログや観測データに対して、同じようにアクセスできるネットワークデータベースとして、WWWに先行して開発された。のちにESIS Catalogue Browserは、長年にわたって天文データを収集・配布してきたCDSに移設されることとなった。
1996年のサービス開始以来、VizieRは天文学の学術誌に定期的に掲載されるカタログデータに世界中の研究者たちがアクセスするための基準点となってきた。1997年、CDSは検索能力とデータ量の点でより良いサービスを提供するために、新たなVizieRのサービスを改修した。2021年2月現在、VizieRには2万件以上のカタログデータが収録されており、バーチャル天文台の主要なデータソースとなっている。

## 利用法
CDSのウェブサイトにあるVizieRのホームページから、カタログの名称や制作者、天体の天球上の位置などから検索することができる。また、同じくCDSが提供する天体検索サービスSIMBADでは、検索対象とした天体のデータが掲載されたカタログへのリンクが自動生成されるため、そのリンクからVizieRにアクセスすることも可能である。